# كاسالوس
كاسالوس هي قريه في مقاطعة كاسيرتا في منطقة كامبانيا الإيطالية ، وتقع على بعد حوالي 20 كيلومتر (12 ميل) شمال نابولي وحوالي 13 كيلومتر (8 ميل) جنوب غرب كاسيرتا .
تقع كاسالوس على حدود المدن التالية: أفيرسا وفريجنانو و سان تامارو و سانتا ماريا كابوا فيتيري وتيفرولا.

## تاريخ
على الأرجح نشأ كاسالوس على أنقاض أطلال الإمبراطورية الرومانية المتأخرة ، وهي قرية تم ذكرها في كروناكا فولتورنيز عام 964 م. في أوائل القرن الحادي عشر ، كان للمهاجرين النورمانديين الأوائل قاعدة هنا. قاموا ببناء قلعة في المكان ، في عام 1030 بواسطة روبرت جيسكارد ،  أو 1060 ، بواسطة رينولف درينغوت ، اعتمادًا على المصادر.  دمر روجر الثاني من صقلية القلعة بعد انتصاره على خليفة درينغوت ، ريتشارد الثاني ملك أفيرسا . سمح روجر في وقت لاحق بإعادة بناء الهيكل ، الذي كان يستخدم كمركز عسكري وتحصيل ضريبي تحت حكم سلالة هوهنشتاوفن ، كإقطاعية لعائلة كاسالوتشيا. في وقت لاحق كانت حيازة ديل بالزو.
في عام 1360 استحوذ الرهبان السلستين على القلعة ، مضيفين إليها كنيسة قوطية أصبحت مركزً لتوقير صورة العذراء.

## روابط خارجية
- ملاذ كاسالوس باللغة الإيطالية